# Akhelóosz
Akhelóosz, folyamisten a görög mitológiában, Ókeanosz és Thetisz vagy Héliosz és Gaia fia. Melpomené múzsától, más változat szerint Szteropétól születtek lányai, a szirének.
Szophoklész Trakhiszi nők című tragédiájában bika alakú, négyszarvú szörnyeteg alakban jelenik meg, de képes volt tetszőleges alakot felvenni. 
Feleségül akarta venni Déianeirát, de a lány félt tőle, és inkább Héraklészt választotta. Amikor a két kérő megküzdött egymással, a bika alakban viaskodó isten egyik szarva letört. A néreiszek a föld minden terményét betöltötték a szarvba, egyes történetek szerint ez volt a bőségszaru, más történetek azonban a Zeuszt szoptató Amaltheia kecske szarváról mondják ugyanezt. Megint más hagyomány szerint Héraklész visszaadta Akhelóosznak a letört szarvat Amaltheia szarváért cserébe.
Van olyan változat is, amely szerint apja Poszeidón vagy Hermész lehetett, de halandó volt. E történet szerint egy folyón gázolt keresztül, amikor egy nyílvessző eltalálta és meghalt. A folyó róla kapta a nevét.
Akhelóosz és Héraklész viadala több ókori vázaképen is megörökítették. Az újkorban számos festő, köztük Cornelis van Haarlem, Jacob Jordaens, Guido Reni és Rembrandt művei dolgozták fel a témát. 
Nevét a nyugat-görögországi Akhelóosz folyó viseli.

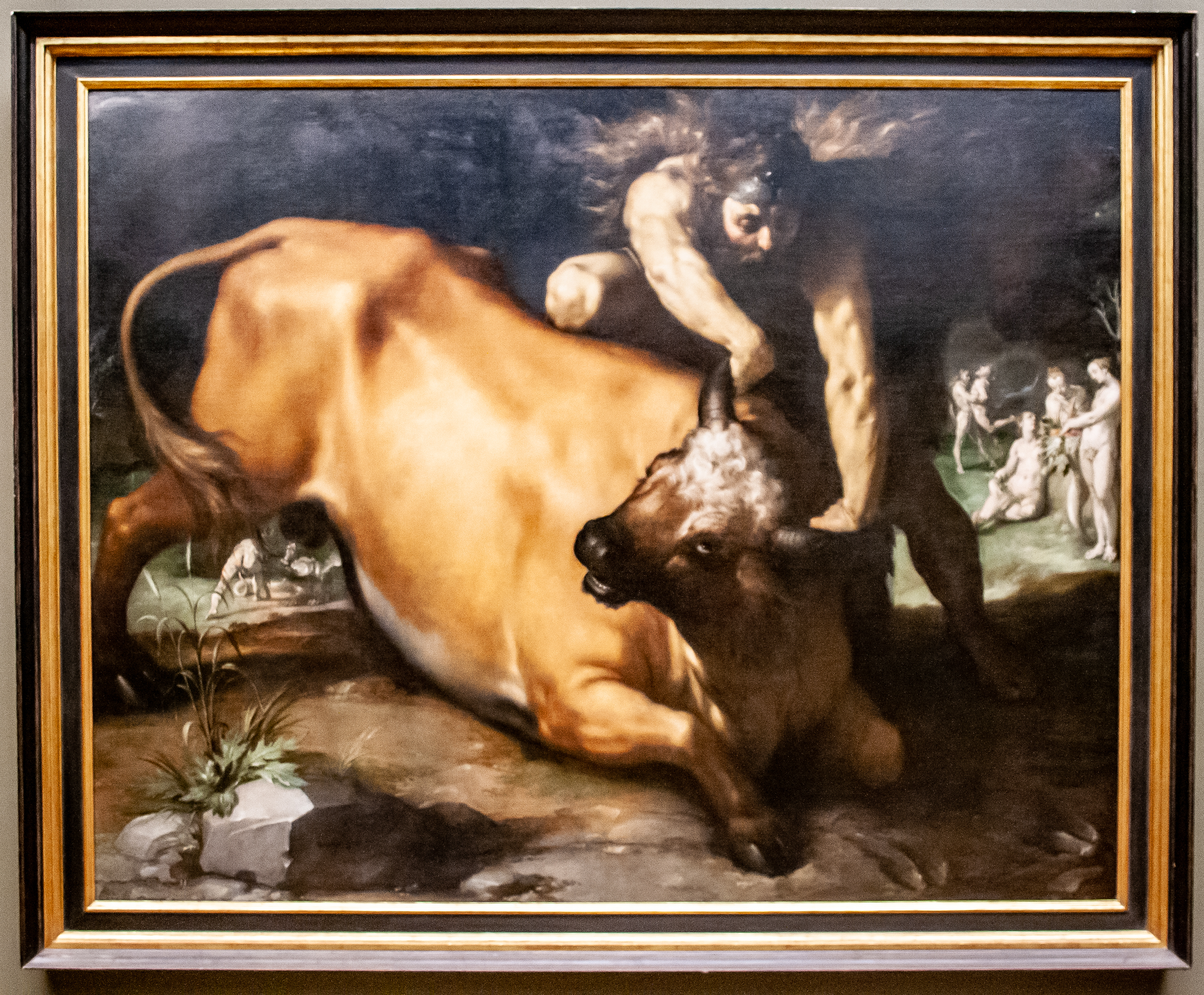
Akhelóosz és Héraklész viadala Cornelis van Haarlem festményén a New York-i Metropolitanben